# Кашкозеро
Кашкозеро — озеро в муниципальном округе Мончегорск Мурманской области, расположенное в центральной части Кольского полуострова, к северу от Мончеозера. Находится в длинной и узкой котловине между массивом Свинцовая Тундра на востоке и хребтом Туйбола-Тундра на западе. Относится к бассейну Белого моря, в который имеет сток через целый каскад рек и озёр.
Площадь зеркала — 7,32 км². Высота над уровнем моря — 142,4 м. Длина озера составляет около 8,4 км при максимальной ширине 1,3 км в южной части.
Озеро вытянуто с северо-запада на юго-восток, со слабо изрезанной береговой линией. Река Монча впадает на северо-западе и вытекает на юго-востоке. Выше по течению Мончи находится озеро Лумболка, ниже — озеро Сухая Ламбина. При впадении и на выходе Мончи из водоёма — речные пороги. Около десятка небольших островов по всей акватории водоёма. Берега местами заболоченные, холмистые, покрыты лугами, которые местами заболочены, и редколесьем.
В 1937—1971 годы на восточном берегу озера находился ныне упразднённый посёлок Кашкозеро.
Код водного объекта в государственном водном реестре — 02020000311101000008100.